# Interlands Algerijns voetbalelftal 2020-2029
Deze pagina toont een chronologisch en gedetailleerd overzicht van de interlands die het Algerijns voetbalelftal speelt en heeft gespeeld in de periode 2020 – 2029.

## Interlands

### 2020
|                                                                  |         |                    |          | |
| 9 oktober Vriendschappelijk «onderlinge duels» 20:30 uur (UTC+2) | Nigeria | 0 – 1              | Algerije | Jacques Lemans Arena, Sankt Veit an der Glan Toeschouwers: 0 Scheidsrechter: Manuel Schüttengruber (AUT) |
| 9 oktober Vriendschappelijk «onderlinge duels» 20:30 uur (UTC+2) |         | 6' Rami Bensebaini |          | Jacques Lemans Arena, Sankt Veit an der Glan Toeschouwers: 0 Scheidsrechter: Manuel Schüttengruber (AUT) |

|                                                                   |                                          |       |                                      |                                                                                |
| 13 oktober Vriendschappelijk «onderlinge duels» 21:00 uur (UTC+2) | Mexico                                   | 2 – 2 | Algerije                             | Cars Jeans Stadion, Den Haag Toeschouwers: 0 Scheidsrechter: Bas Nijhuis (NED) |
| 13 oktober Vriendschappelijk «onderlinge duels» 21:00 uur (UTC+2) | Jesús Manuel Corona 43' Diego Lainez 86' |       | 45' Ismaël Bennacer 67' Riyad Mahrez | Cars Jeans Stadion, Den Haag Toeschouwers: 0 Scheidsrechter: Bas Nijhuis (NED) |

|                                                                               |                                                             |       |                   |                                                                                    |
| 12 november AK 2021 kwalificatie Groep H «onderlinge duels» 20:00 uur (UTC+1) | Algerije                                                    | 3 – 1 | Zimbabwe          | Stadion van 5 juli 1962, Algiers Toeschouwers: 0 Scheidsrechter: Sidi Alioum (CMR) |
| 12 november AK 2021 kwalificatie Groep H «onderlinge duels» 20:00 uur (UTC+1) | Baghdad Bounedjah 31' Sofiane Feghouli 43' Riyad Mahrez 67' |       | 79' Tino Kadewere | Stadion van 5 juli 1962, Algiers Toeschouwers: 0 Scheidsrechter: Sidi Alioum (CMR) |

|                                                                               |                                      |       |                                  |                                                                                          |
| 16 november AK 2021 kwalificatie Groep H «onderlinge duels» 15:00 uur (UTC+2) | Zimbabwe                             | 2 – 2 | Algerije                         | Nationaal Sportstadion, Harare Toeschouwers: 0 Scheidsrechter: Mahmood Ali Mahmood (SUD) |
| 16 november AK 2021 kwalificatie Groep H «onderlinge duels» 15:00 uur (UTC+2) | Knowledge Musona 43' Prince Dube 82' |       | 34' Andy Delort 38' Riyad Mahrez | Nationaal Sportstadion, Harare Toeschouwers: 0 Scheidsrechter: Mahmood Ali Mahmood (SUD) |

### 2021
|                                                                            |                                                                 |       |                                                        |                                                                                           |
| 25 maart AK 2021 kwalificatie Groep H «onderlinge duels» 18:00 uur (UTC+2) | Zambia                                                          | 3 – 3 | Algerije                                               | National Heroes Stadium, Lusaka Toeschouwers: 0 Scheidsrechter: Ali Mohamed Adelaid (COM) |
| 25 maart AK 2021 kwalificatie Groep H «onderlinge duels» 18:00 uur (UTC+2) | Patson Daka 34' (pen.) Clatous Chama 52' Patson Daka 80' (pen.) |       | 19' Rachid Ghezzal 25' Islam Slimani 55' Islam Slimani | National Heroes Stadium, Lusaka Toeschouwers: 0 Scheidsrechter: Ali Mohamed Adelaid (COM) |

|                                                                            | |       |          |                                                                                    |
| 29 maart AK 2021 kwalificatie Groep H «onderlinge duels» 20:00 uur (UTC+1) | Algerije                                                                                             | 5 – 0 | Botswana | Mustapha Tchakerstadion, Blida Toeschouwers: 0 Scheidsrechter: Jean Ouattara (BUR) |
| 29 maart AK 2021 kwalificatie Groep H «onderlinge duels» 20:00 uur (UTC+1) | Aïssa Mandi 24' Sofiane Feghouli 58' Riyad Mahrez 64' (pen.) Baghdad Bounedjah 72' Farid Boulaya 88' |       |          | Mustapha Tchakerstadion, Blida Toeschouwers: 0 Scheidsrechter: Jean Ouattara (BUR) |

|                                                               |                                                                                |       |                 |                                                                          |
| 3 juni Vriendschappelijk «onderlinge duels» 20:45 uur (UTC+1) | Algerije                                                                       | 4 – 1 | Mauritanië      | Mustapha Tchakerstadion, Blida Scheidsrechter: Ibrahim Nour El Din (EGY) |
| 3 juni Vriendschappelijk «onderlinge duels» 20:45 uur (UTC+1) | Sofiane Feghouli 40' Sofiane Feghouli 57' Adam Ounas 60' Baghdad Bounedjah 70' |       | 55' Sidi Yacoub | Mustapha Tchakerstadion, Blida Scheidsrechter: Ibrahim Nour El Din (EGY) |

|                                                               |                  |       |      |                                                                        |
| 6 juni Vriendschappelijk «onderlinge duels» 20:45 uur (UTC+1) | Algerije         | 1 – 0 | Mali | Mustapha Tchakerstadion, Blida Scheidsrechter: Ahmed El Ghandour (EGY) |
| 6 juni Vriendschappelijk «onderlinge duels» 20:45 uur (UTC+1) | Riyad Mahrez 56' |       |      | Mustapha Tchakerstadion, Blida Scheidsrechter: Ahmed El Ghandour (EGY) |

|                                                                |         |                                        |          | |
| 11 juni Vriendschappelijk «onderlinge duels» 20:30 uur (UTC+1) | Tunesië | 0 – 2                                  | Algerije | Stade Olympique Hammadi Agrebi, Radès Toeschouwers: 0 Scheidsrechter: Mohamed Maarouf Eid Mansour (EGY) |
| 11 juni Vriendschappelijk «onderlinge duels» 20:30 uur (UTC+1) |         | 19' Baghdad Bounedjah 28' Riyad Mahrez |          | Stade Olympique Hammadi Agrebi, Radès Toeschouwers: 0 Scheidsrechter: Mohamed Maarouf Eid Mansour (EGY) |

|                                                                               | |       |          |                                                                                  |
| 2 september WK 2022 kwalificatie Groep A «onderlinge duels» 20:00 uur (UTC+1) | Algerije | 8 – 0 | Djibouti | Mustapha Tchakerstadion, Blida Toeschouwers: 0 Scheidsrechter: Blaise Ngwa (CMR) |
| 2 september WK 2022 kwalificatie Groep A «onderlinge duels» 20:00 uur (UTC+1) | Islam Slimani 5' Islam Slimani 25' (pen.) Rami Bensebaini 27' Baghdad Bounedjah 40' (pen.) Islam Slimani 46' Islam Slimani 53' Riyad Mahrez 67' Ramiz Zerrouki 69' |       |          | Mustapha Tchakerstadion, Blida Toeschouwers: 0 Scheidsrechter: Blaise Ngwa (CMR) |

|                                                                               |                    |       |                      |                                                                                            |
| 7 september WK 2022 kwalificatie Groep A «onderlinge duels» 20:00 uur (UTC+1) | Burkina Faso       | 1 – 1 | Algerije             | Stade de Marrakech, Marrakesh (Marokko) Toeschouwers: 0 Scheidsrechter: Joshua Bondo (BOT) |
| 7 september WK 2022 kwalificatie Groep A «onderlinge duels» 20:00 uur (UTC+1) | Abdoul Tapsoba 64' |       | 18' Sofiane Feghouli | Stade de Marrakech, Marrakesh (Marokko) Toeschouwers: 0 Scheidsrechter: Joshua Bondo (BOT) |

|                                                                             | |       |                  |                                                                                            |
| 8 oktober WK 2022 kwalificatie Groep A «onderlinge duels» 20:00 uur (UTC+1) | Algerije | 6 – 1 | Niger            | Mustapha Tchakerstadion, Blida Toeschouwers: 0 Scheidsrechter: Daniel Nii Ayi Laryea (GHA) |
| 8 oktober WK 2022 kwalificatie Groep A «onderlinge duels» 20:00 uur (UTC+1) | Riyad Mahrez 27' Youssouf Oumarou 47' (e.d.) Riyad Mahrez 60' (pen.) Zakariya Souleymane 70' (e.d.) Islam Slimani 76' Islam Slimani 88' |       | 50' Daniel Sosah | Mustapha Tchakerstadion, Blida Toeschouwers: 0 Scheidsrechter: Daniel Nii Ayi Laryea (GHA) |

|                                                                              |       |                                                                            |          |                                                                                        |
| 12 oktober WK 2022 kwalificatie Groep A «onderlinge duels» 17:00 uur (UTC+1) | Niger | 0 – 4                                                                      | Algerije | Stade Général Seyni Kountché, Niamey Toeschouwers: 2.000 Scheidsrechter: Issa Sy (SEN) |
| 12 oktober WK 2022 kwalificatie Groep A «onderlinge duels» 17:00 uur (UTC+1) |       | 21' Riyad Mahrez 33' Aïssa Mandi 48' Ismael Bennacer 54' Baghdad Bounedjah |          | Stade Général Seyni Kountché, Niamey Toeschouwers: 2.000 Scheidsrechter: Issa Sy (SEN) |

|                                                                               |          |                                                                             |          |                                                                                               |
| 12 november WK 2022 kwalificatie Groep A «onderlinge duels» 16:00 uur (UTC+2) | Djibouti | 0 – 4                                                                       | Algerije | Cairostadion, Caïro (Egypte) Toeschouwers: 0 Scheidsrechter: Djindo Louis Houngnandande (BEN) |
| 12 november WK 2022 kwalificatie Groep A «onderlinge duels» 16:00 uur (UTC+2) |          | 29' Youcef Belaïli 40' Saïd Benrahma 42' Sofiane Feghouli 87' Islam Slimani |          | Cairostadion, Caïro (Egypte) Toeschouwers: 0 Scheidsrechter: Djindo Louis Houngnandande (BEN) |

|                                                                               |                                       |       |                                             |                                                                                        |
| 16 november WK 2022 kwalificatie Groep A «onderlinge duels» 17:00 uur (UTC+1) | Algerije                              | 2 – 2 | Burkina Faso                                | Mustapha Tchakerstadion, Blida Toeschouwers: 17.000 Scheidsrechter: Victor Gomes (ZAF) |
| 16 november WK 2022 kwalificatie Groep A «onderlinge duels» 17:00 uur (UTC+1) | Riyad Mahrez 21' Sofiane Feghouli 68' |       | 37' Zakaria Sanogo 83' (pen.) Issoufou Dayo | Mustapha Tchakerstadion, Blida Toeschouwers: 17.000 Scheidsrechter: Victor Gomes (ZAF) |

| FIFA Arab Cup 2021 |
| ------------------ |

|                                                                  |                                                                                    |       |        | |
| 1 december Arab Cup Groep D «onderlinge duels» 13:00 uur (UTC+3) | Algerije                                                                           | 4 – 0 | Soedan | Ahmed bin Alistadion, Ar Rayyan Toeschouwers: 2.203 Scheidsrechter: Ryuji Sato (JPN) Video-assistent: Hiroyuki Kimura (JPN) |
| 1 december Arab Cup Groep D «onderlinge duels» 13:00 uur (UTC+3) | Baghdad Bounedjah 11' Baghdad Bounedjah 37' Djamel Benlamri 43' Hillal Soudani 46' |       |        | Ahmed bin Alistadion, Ar Rayyan Toeschouwers: 2.203 Scheidsrechter: Ryuji Sato (JPN) Video-assistent: Hiroyuki Kimura (JPN) |

|                                                                  |         |                                              |          | |
| 4 december Arab Cup Groep D «onderlinge duels» 16:00 uur (UTC+3) | Libanon | 0 – 2                                        | Algerije | Al Janoubstadion, Al Wakrah Toeschouwers: 9.405 Scheidsrechter: Szymon Marciniak (POL) Video-assistent: Tomasz Kwiatkowski (POL) |
| 4 december Arab Cup Groep D «onderlinge duels» 16:00 uur (UTC+3) |         | 69' (pen.) Yacine Brahimi 90+3'Tayeb Meziani |          | Al Janoubstadion, Al Wakrah Toeschouwers: 9.405 Scheidsrechter: Szymon Marciniak (POL) Video-assistent: Tomasz Kwiatkowski (POL) |

|                                                                  |                          |       |                         | |
| 7 december Arab Cup Groep D «onderlinge duels» 22:00 uur (UTC+3) | Algerije                 | 1 – 1 | Egypte                  | Al Janoubstadion, Al Wakrah Toeschouwers: 32.418 Scheidsrechter: Facundo Tello (ARG) Video-assistent: Guillermo Cuadra Fernández (ESP) |
| 7 december Arab Cup Groep D «onderlinge duels» 22:00 uur (UTC+3) | Mohamed Amine Tougai 20' |       | 60' (pen.) Amr El Solia | Al Janoubstadion, Al Wakrah Toeschouwers: 32.418 Scheidsrechter: Facundo Tello (ARG) Video-assistent: Guillermo Cuadra Fernández (ESP) |

|                                                                       |                                                             |              |                                                                                          | |
| 11 december Arab Cup Kwartfinale «onderlinge duels» 22:00 uur (UTC+3) | Marokko                                                     | 2 – 2 (n.v.) | Algerije                                                                                 | Al Thumamastadion, Doha Toeschouwers: 24.823 Scheidsrechter: Wilton Pereira Sampaio (BRA) Video-assistent: Rafael Traci (BRA) |
| 11 december Arab Cup Kwartfinale «onderlinge duels» 22:00 uur (UTC+3) | Mohamed Nahiri 64' Badr Benoun 111'                         |              | 62' (pen.) Yacine Brahimi 102' Youcef Belaïli                                            | Al Thumamastadion, Doha Toeschouwers: 24.823 Scheidsrechter: Wilton Pereira Sampaio (BRA) Video-assistent: Rafael Traci (BRA) |
| 11 december Arab Cup Kwartfinale «onderlinge duels» 22:00 uur (UTC+3) | Strafschoppen                                               |              |                                                                                          | Al Thumamastadion, Doha Toeschouwers: 24.823 Scheidsrechter: Wilton Pereira Sampaio (BRA) Video-assistent: Rafael Traci (BRA) |
| 11 december Arab Cup Kwartfinale «onderlinge duels» 22:00 uur (UTC+3) | Soufiane Rahimi Badr Benoun Yahya Jabrane Karim El Berkaoui | 3 – 5        | Youcef Belaïli Sofiane Bendebka Abdelkader Bedrane Houcine Benayada Mohamed Amine Tougai | Al Thumamastadion, Doha Toeschouwers: 24.823 Scheidsrechter: Wilton Pereira Sampaio (BRA) Video-assistent: Rafael Traci (BRA) |

|                                                                        |                        |       |                                           | |
| 15 december Arab Cup Halve finale «onderlinge duels» 22:00 uur (UTC+3) | Qatar                  | 1 – 2 | Algerije                                  | Al Thumamastadion, Doha Toeschouwers: 42.405 Scheidsrechter: Szymon Marciniak (POL) Video-assistent: Tomasz Kwiatkowski (POL) |
| 15 december Arab Cup Halve finale «onderlinge duels» 22:00 uur (UTC+3) | Mohammed Muntari 90+7' |       | 59' Djamel Benlamri 90+17' Youcef Belaïli | Al Thumamastadion, Doha Toeschouwers: 42.405 Scheidsrechter: Szymon Marciniak (POL) Video-assistent: Tomasz Kwiatkowski (POL) |

|                                                                  |         |                                       |          | |
| 18 december Arab Cup Finale «onderlinge duels» 18:00 uur (UTC+3) | Tunesië | 0 – 2 (n.v.)                          | Algerije | Al Baytstadion, Al Khawr Toeschouwers: 60.456 Scheidsrechter: Daniel Siebert (GER) Video-assistent: Christian Dingert (GER) |
| 18 december Arab Cup Finale «onderlinge duels» 18:00 uur (UTC+3) |         | 99' Amir Sayoud 120+5' Yacine Brahimi |          | Al Baytstadion, Al Khawr Toeschouwers: 60.456 Scheidsrechter: Daniel Siebert (GER) Video-assistent: Christian Dingert (GER) |

|  |  |  |  |  |  |  |  |  |

### 2022
|                                                                  |                                                            |       |       |                                                                                              |
| 5 januari Vriendschappelijk «onderlinge duels» 19:00 uur (UTC+3) | Algerije                                                   | 3 – 0 | Ghana | Education Citystadion, Ar Rayyan Toeschouwers: 1.045 Scheidsrechter: Saoud Ali Al-Adba (QAT) |
| 5 januari Vriendschappelijk «onderlinge duels» 19:00 uur (UTC+3) | Adam Ounas 8' Jonathan Mensah 74' (e.d.) Islam Slimani 79' |       |       | Education Citystadion, Ar Rayyan Toeschouwers: 1.045 Scheidsrechter: Saoud Ali Al-Adba (QAT) |

| Afrikaans kampioenschap voetbal 2021 |
| ------------------------------------ |

|                                                                    |          |       |              | |
| 11 januari Afrika Cup Groep E «onderlinge duels» 14:00 uur (UTC+1) | Algerije | 0 – 0 | Sierra Leone | Japomastadion, Douala Toeschouwers: 5.333 Scheidsrechter: Ahmad Imtehaz Heeralall (MTS) Video-assistent: Adil Zourak (MAR) |
| 11 januari Afrika Cup Groep E «onderlinge duels» 14:00 uur (UTC+1) |          |       |              | Japomastadion, Douala Toeschouwers: 5.333 Scheidsrechter: Ahmad Imtehaz Heeralall (MTS) Video-assistent: Adil Zourak (MAR) |

|                                                                    |          |                    |                    | |
| 16 januari Afrika Cup Groep E «onderlinge duels» 20:00 uur (UTC+1) | Algerije | 0 – 1              | Equatoriaal-Guinea | Japomastadion, Douala Toeschouwers: 21.702 Scheidsrechter: Mario Escobar (GUA) Video-assistent: Fernando Guerrero (MEX) |
| 16 januari Afrika Cup Groep E «onderlinge duels» 20:00 uur (UTC+1) |          | 70' Esteban Obiang |                    | Japomastadion, Douala Toeschouwers: 21.702 Scheidsrechter: Mario Escobar (GUA) Video-assistent: Fernando Guerrero (MEX) |

|                                                                    |                                                        |       |                      | |
| 20 januari Afrika Cup Groep E «onderlinge duels» 17:00 uur (UTC+1) | Ivoorkust                                              | 3 – 1 | Algerije             | Japomastadion, Douala Toeschouwers: 36.762 Scheidsrechter: Victor Gomes (ZAF) Video-assistent: Haythem Guirat (TUN) |
| 20 januari Afrika Cup Groep E «onderlinge duels» 17:00 uur (UTC+1) | Franck Kessié 22' Ibrahim Sangaré 39' Nicolas Pépé 54' |       | 73' Sofiane Bendebka | Japomastadion, Douala Toeschouwers: 36.762 Scheidsrechter: Victor Gomes (ZAF) Video-assistent: Haythem Guirat (TUN) |

|  |  |  |  |  |  |  |  |  |

|                                                                             |          |                   |          | |
| 25 maart WK 2022 kwalificatie Play-off «onderlinge duels» 18:00 uur (UTC+1) | Kameroen | 0 – 1             | Algerije | Japomastadion, Douala Toeschouwers: 40.000 Scheidsrechter: Joshua Bondo (BOT) Video-assistent: Alejandro Hernández (ESP) |
| 25 maart WK 2022 kwalificatie Play-off «onderlinge duels» 18:00 uur (UTC+1) |          | 40' Islam Slimani |          | Japomastadion, Douala Toeschouwers: 40.000 Scheidsrechter: Joshua Bondo (BOT) Video-assistent: Alejandro Hernández (ESP) |

|                                                                             |                  |              |                                                      | |
| 29 maart WK 2022 kwalificatie Play-off «onderlinge duels» 20:30 uur (UTC+1) | Algerije         | 1 – 2 (n.v.) | Kameroen                                             | Mustapha Tchakerstadion, Blida Toeschouwers: 35.000 Scheidsrechter: Bakary Gassama (GAM) Video-assistent: Marco Fritz (GER) |
| 29 maart WK 2022 kwalificatie Play-off «onderlinge duels» 20:30 uur (UTC+1) | Ahmed Touba 118' |              | 22' Eric Maxim Choupo-Moting 120+4' Karl Toko Ekambi | Mustapha Tchakerstadion, Blida Toeschouwers: 35.000 Scheidsrechter: Bakary Gassama (GAM) Video-assistent: Marco Fritz (GER) |

|                                                                          |                                    |       |         |                                                                                             |
| 4 juni AK 2023 kwalificatie Groep F «onderlinge duels» 20:00 uur (UTC+1) | Algerije                           | 2 – 0 | Oeganda | Stadion van 5 juli 1962, Algiers Toeschouwers: 13.500 Scheidsrechter: Mohamed Hussein (EGY) |
| 4 juni AK 2023 kwalificatie Groep F «onderlinge duels» 20:00 uur (UTC+1) | Aïssa Mandi 28' Youcef Belaïli 80' |       |         | Stadion van 5 juli 1962, Algiers Toeschouwers: 13.500 Scheidsrechter: Mohamed Hussein (EGY) |

|                                                                          |          |                                          |          |                                                                       |
| 8 juni AK 2023 kwalificatie Groep F «onderlinge duels» 19:00 uur (UTC+3) | Tanzania | 0 – 2                                    | Algerije | Nationaal Stadion, Dar es Salaam Scheidsrechter: Mahmood Ismail (SUD) |
| 8 juni AK 2023 kwalificatie Groep F «onderlinge duels» 19:00 uur (UTC+3) |          | 45+2' Rami Bensebaini 89' Mohamed Amoura |          | Nationaal Stadion, Dar es Salaam Scheidsrechter: Mahmood Ismail (SUD) |

|                                                                |                         |       |                                     |                                                                                            |
| 12 juni Vriendschappelijk «onderlinge duels» 21:00 uur (UTC+3) | Iran                    | 1 – 2 | Algerije                            | Suheim Bin Hamadstadion, Doha Toeschouwers: 600 Scheidsrechter: Mohammed Al-Shammari (QAT) |
| 12 juni Vriendschappelijk «onderlinge duels» 21:00 uur (UTC+3) | Alireza Jahanbakhsh 64' |       | 44' Riad Benayad 83' Mohamed Amoura | Suheim Bin Hamadstadion, Doha Toeschouwers: 600 Scheidsrechter: Mohammed Al-Shammari (QAT) |

|                                                                     |                   |       |        |                                                                                    |
| 23 september Vriendschappelijk «onderlinge duels» 20:00 uur (UTC+1) | Algerije          | 1 – 0 | Guinee | Miloud Hadefistadion, Oran Toeschouwers: 40.000 Scheidsrechter: Dahane Beida (MTN) |
| 23 september Vriendschappelijk «onderlinge duels» 20:00 uur (UTC+1) | Islam Slimani 79' |       |        | Miloud Hadefistadion, Oran Toeschouwers: 40.000 Scheidsrechter: Dahane Beida (MTN) |

|                                                                     |                                         |       |                |                                                                                    |
| 27 september Vriendschappelijk «onderlinge duels» 20:00 uur (UTC+1) | Algerije                                | 2 – 1 | Nigeria        | Miloud Hadefistadion, Oran Toeschouwers: 33.000 Scheidsrechter: Mehrez Malki (TUN) |
| 27 september Vriendschappelijk «onderlinge duels» 20:00 uur (UTC+1) | Riyad Mahrez 42' (pen.) Youcef Atal 61' |       | 9' Terem Moffi | Miloud Hadefistadion, Oran Toeschouwers: 33.000 Scheidsrechter: Mehrez Malki (TUN) |

|                                                                    |                           |       |                      |                                                                                   |
| 16 november Vriendschappelijk «onderlinge duels» 20:30 uur (UTC+1) | Algerije                  | 1 – 1 | Mali                 | Miloud Hadefistadion, Oran Toeschouwers: 16.500 Scheidsrechter: Amir Lousif (TUN) |
| 16 november Vriendschappelijk «onderlinge duels» 20:30 uur (UTC+1) | Riyad Mahrez 45+1' (pen.) |       | 58' Massadio Haïdara | Miloud Hadefistadion, Oran Toeschouwers: 16.500 Scheidsrechter: Amir Lousif (TUN) |

|                                                                    |                                                |       |          |                                                                             |
| 19 november Vriendschappelijk «onderlinge duels» 20:30 uur (UTC+1) | Zweden                                         | 2 – 0 | Algerije | Eleda Stadion, Malmö Toeschouwers: 13.486 Scheidsrechter: Espen Eskås (NOR) |
| 19 november Vriendschappelijk «onderlinge duels» 20:30 uur (UTC+1) | Emil Forsberg 45+3' (pen.) Viktor Claesson 47' |       |          | Eleda Stadion, Malmö Toeschouwers: 13.486 Scheidsrechter: Espen Eskås (NOR) |

### 2023
| African Championship of Nations 2022 |
| ------------------------------------ |

Tijdens het African Championship of Nations bestaat het nationaal elftal altijd enkel uit spelers uit de nationale competitie.
|                                                                                 |                          |       |       |                                                                                        |
| 13 januari Championship of Nations Groep A «onderlinge duels» 20:00 uur (UTC+1) | Algerije                 | 1 – 0 | Libië | Nelson Mandelastadion, Algiers Toeschouwers: 41.000 Scheidsrechter: Tom Abongile (ZAF) |
| 13 januari Championship of Nations Groep A «onderlinge duels» 20:00 uur (UTC+1) | Aymen Mahious 57' (pen.) |       |       | Nelson Mandelastadion, Algiers Toeschouwers: 41.000 Scheidsrechter: Tom Abongile (ZAF) |

|                                                                                 |                   |       |          |                                                                                        |
| 17 januari Championship of Nations Groep A «onderlinge duels» 20:00 uur (UTC+1) | Algerije          | 1 – 0 | Ethiopië | Nelson Mandelastadion, Algiers Toeschouwers: 34.987 Scheidsrechter: Pierre Atcho (GAB) |
| 17 januari Championship of Nations Groep A «onderlinge duels» 20:00 uur (UTC+1) | Aymen Mahious 52' |       |          | Nelson Mandelastadion, Algiers Toeschouwers: 34.987 Scheidsrechter: Pierre Atcho (GAB) |

|                                                                                 |            |                  |          |                                                                                              |
| 21 januari Championship of Nations Groep A «onderlinge duels» 20:00 uur (UTC+1) | Mozambique | 0 – 1            | Algerije | Nelson Mandelastadion, Algiers Toeschouwers: 37.279 Scheidsrechter: Mahmood Ali Ismail (SUD) |
| 21 januari Championship of Nations Groep A «onderlinge duels» 20:00 uur (UTC+1) |            | 7' Hocine Dehiri |          | Nelson Mandelastadion, Algiers Toeschouwers: 37.279 Scheidsrechter: Mahmood Ali Ismail (SUD) |

|                                                                                     |                            |       |           |                                                                                          |
| 27 januari Championship of Nations Kwartfinale «onderlinge duels» 17:00 uur (UTC+1) | Algerije                   | 1 – 0 | Ivoorkust | Nelson Mandelastadion, Algiers Toeschouwers: 37.853 Scheidsrechter: Abdelaziz Bouh (MTN) |
| 27 januari Championship of Nations Kwartfinale «onderlinge duels» 17:00 uur (UTC+1) | Aymen Mahious 90+6' (pen.) |       |           | Nelson Mandelastadion, Algiers Toeschouwers: 37.853 Scheidsrechter: Abdelaziz Bouh (MTN) |

|                                                                                      | |       |       |                                                                                    |
| 31 januari Championship of Nations Halve finale «onderlinge duels» 17:00 uur (UTC+1) | Algerije                                                                                                  | 5 – 0 | Niger | Miloud Hadefistadion, Oran Toeschouwers: 39.000 Scheidsrechter: Tom Abongile (ZAF) |
| 31 januari Championship of Nations Halve finale «onderlinge duels» 17:00 uur (UTC+1) | Ayoub Abdellaoui 15' Aymen Mahious 24' Aymen Mahious 34' Boureima Katakoré 45' (e.d.) Sofiane Bayazid 83' |       |       | Miloud Hadefistadion, Oran Toeschouwers: 39.000 Scheidsrechter: Tom Abongile (ZAF) |

|                                                                                |                                                                                          |              |                                                                                               |                                                                                        |
| 4 februari Championship of Nations Finale «onderlinge duels» 20:30 uur (UTC+1) | Algerije                                                                                 | 0 – 0 (n.v.) | Senegal                                                                                       | Nelson Mandelastadion, Algiers Toeschouwers: 39.120 Scheidsrechter: Pierre Atcho (GAB) |
| 4 februari Championship of Nations Finale «onderlinge duels» 20:30 uur (UTC+1) |                                                                                          |              |                                                                                               | Nelson Mandelastadion, Algiers Toeschouwers: 39.120 Scheidsrechter: Pierre Atcho (GAB) |
| 4 februari Championship of Nations Finale «onderlinge duels» 20:30 uur (UTC+1) | Strafschoppen                                                                            |              |                                                                                               | Nelson Mandelastadion, Algiers Toeschouwers: 39.120 Scheidsrechter: Pierre Atcho (GAB) |
| 4 februari Championship of Nations Finale «onderlinge duels» 20:30 uur (UTC+1) | Akram Djahnit Zakaria Draoui Sofiane Bayazid Youcef Laouafi Aymen Mahious Ahmed Kendouci | 4 – 5        | El Hadji Baldé Moussa Ndiaye Moussa Kanté Cheikhou Ndiaye Mamadou Lamine Camara Ousmane Diouf | Nelson Mandelastadion, Algiers Toeschouwers: 39.120 Scheidsrechter: Pierre Atcho (GAB) |

|  |  |  |  |  |  |  |  |  |

|                                                                            |                                              |       |                  |                                                                     |
| 23 maart AK 2023 kwalificatie Groep F «onderlinge duels» 22:00 uur (UTC+1) | Algerije                                     | 2 – 1 | Niger            | Nelson Mandelastadion, Algiers Scheidsrechter: Mahmood Ismail (SUD) |
| 23 maart AK 2023 kwalificatie Groep F «onderlinge duels» 22:00 uur (UTC+1) | Rahim Alhassane 54' (e.d.) Riyadh Mahrez 88' |       | 38' Daniel Sosah | Nelson Mandelastadion, Algiers Scheidsrechter: Mahmood Ismail (SUD) |

|                                                                            |       |                      |          |                                                                                     |
| 27 maart AK 2023 kwalificatie Groep F «onderlinge duels» 17:00 uur (UTC+1) | Niger | 0 – 1                | Algerije | Stade Olympique Hammadi Agrebi, Radès (Tunesië) Scheidsrechter: Boubou Traoré (MLI) |
| 27 maart AK 2023 kwalificatie Groep F «onderlinge duels» 17:00 uur (UTC+1) |       | 6' Baghdad Bounedjah |          | Stade Olympique Hammadi Agrebi, Radès (Tunesië) Scheidsrechter: Boubou Traoré (MLI) |

|                                                                           |                |       |                                       |                                                                     |
| 18 juni AK 2023 kwalificatie Groep F «onderlinge duels» 16:00 uur (UTC+1) | Oeganda        | 1 – 2 | Algerije                              | Japomastadion, Douala (Kameroen) Scheidsrechter: Pierre Atcho (GAB) |
| 18 juni AK 2023 kwalificatie Groep F «onderlinge duels» 16:00 uur (UTC+1) | Fahad Bayo 88' |       | 42' Mohamed Amoura 66' Mohamed Amoura | Japomastadion, Douala (Kameroen) Scheidsrechter: Pierre Atcho (GAB) |

|                                                                |                         |       |                     |                                                                                       |
| 20 juni Vriendschappelijk «onderlinge duels» 20:00 uur (UTC+1) | Algerije                | 1 – 1 | Tunesië             | 19 mei 1956-stadion, Annaba Toeschouwers: 50.000 Scheidsrechter: Abdelaziz Bouh (MTN) |
| 20 juni Vriendschappelijk «onderlinge duels» 20:00 uur (UTC+1) | Riyad Mahrez 38' (pen.) |       | 13' Montassar Talbi | 19 mei 1956-stadion, Annaba Toeschouwers: 50.000 Scheidsrechter: Abdelaziz Bouh (MTN) |

|                                                                               |          |       |          |                                                                              |
| 7 september AK 2023 kwalificatie Groep F «onderlinge duels» 20:00 uur (UTC+1) | Algerije | 0 – 0 | Tanzania | 19 mei 1956-stadion, Annaba Scheidsrechter: Djindo Louis Houngnandande (BEN) |
| 7 september AK 2023 kwalificatie Groep F «onderlinge duels» 20:00 uur (UTC+1) |          |       |          | 19 mei 1956-stadion, Annaba Scheidsrechter: Djindo Louis Houngnandande (BEN) |

|                                                                   |         |                  |          |                                                                                            |
| 12 september Vriendschappelijk «onderlinge duels» 19:00 uur (UTC) | Senegal | 0 – 1            | Algerije | Stade Abdoulaye Wade, Diamniadio Toeschouwers: 40.000 Scheidsrechter: Abdelaziz Bouh (MTN) |
| 12 september Vriendschappelijk «onderlinge duels» 19:00 uur (UTC) |         | 64' Farès Chaïbi |          | Stade Abdoulaye Wade, Diamniadio Toeschouwers: 40.000 Scheidsrechter: Abdelaziz Bouh (MTN) |

|                                                                   | |       |            |                                                                        |
| 12 oktober Vriendschappelijk «onderlinge duels» 20:00 uur (UTC+1) | Algerije                                                                                           | 5 – 1 | Kaapverdië | Stade Mohamed Hamlaoui, Constantine Scheidsrechter: Mehrez Melki (TUN) |
| 12 oktober Vriendschappelijk «onderlinge duels» 20:00 uur (UTC+1) | Mohamed Amoura 12' Houssem Aouar 39' Houssem Aouar 41' Ramiz Zerrouki 61' Islam Slimani 89' (pen.) |       | 55' Bébé   | Stade Mohamed Hamlaoui, Constantine Scheidsrechter: Mehrez Melki (TUN) |

|                                                                   |                 |       |                     | |
| 16 oktober Vriendschappelijk «onderlinge duels» 20:00 uur (UTC+4) | Egypte          | 1 – 1 | Algerije            | Hazza Bin Zayedstadion, Al Ain Toeschouwers: 25.000 Scheidsrechter: Yahya Ali Al Mulla (VAE) Video-assistent: Mohammed Obaid Khadim (VAE) |
| 16 oktober Vriendschappelijk «onderlinge duels» 20:00 uur (UTC+4) | Hamdy Fathy 62' |       | 90+3' Islam Slimani | Hazza Bin Zayedstadion, Al Ain Toeschouwers: 25.000 Scheidsrechter: Yahya Ali Al Mulla (VAE) Video-assistent: Mohammed Obaid Khadim (VAE) |

|                                                                               |                                                                        |       |                 |                                                                                         |
| 16 november WK 2026 kwalificatie Groep G «onderlinge duels» 17:00 uur (UTC+1) | Algerije                                                               | 3 – 1 | Somalië         | Nelson Mandelastadion, Algiers Toeschouwers: 40.784 Scheidsrechter: Boubou Traoré (MLI) |
| 16 november WK 2026 kwalificatie Groep G «onderlinge duels» 17:00 uur (UTC+1) | Ahmed Abdullahi Abdi 2' (e.d.) Baghdad Bounedjah 31' Islam Slimani 80' |       | 65' Yusuf Ahmed | Nelson Mandelastadion, Algiers Toeschouwers: 40.784 Scheidsrechter: Boubou Traoré (MLI) |

|                                                                               |            |                                     |          |                                                                  |
| 19 november WK 2026 kwalificatie Groep G «onderlinge duels» 15:00 uur (UTC+2) | Mozambique | 0 – 2                               | Algerije | Estádio do Zimpeto, Maputo Scheidsrechter: Samuel Uwikunda (RWA) |
| 19 november WK 2026 kwalificatie Groep G «onderlinge duels» 15:00 uur (UTC+2) |            | 69' Farès Chaïbi 80' Ramiz Zerrouki |          | Estádio do Zimpeto, Maputo Scheidsrechter: Samuel Uwikunda (RWA) |

### 2024
|                                                                |         |                                                                              |          |                                                                          |
| 9 januari Vriendschappelijk «onderlinge duels» 15:00 uur (UTC) | Burundi | 0 – 4                                                                        | Algerije | Stade de Kégué, Lomé Toeschouwers: 0 Scheidsrechter: Aklesso Gnama (TOG) |
| 9 januari Vriendschappelijk «onderlinge duels» 15:00 uur (UTC) |         | 1' Baghdad Bounedjah 39' Riyad Mahrez 87' Islam Slimani 90+3' Mohamed Amoura |          | Stade de Kégué, Lomé Toeschouwers: 0 Scheidsrechter: Aklesso Gnama (TOG) |

| Afrikaans kampioenschap voetbal 2023 |
| ------------------------------------ |

|                                                                  |                       |       |                     | |
| 15 januari Afrika Cup Groep D «onderlinge duels» 20:00 uur (UTC) | Algerije              | 1 – 1 | Angola              | Stade Bouaké, Bouaké Toeschouwers: 19.740 Scheidsrechter: Issa Sy (SEN) Video-assistent: Pierre Atcho (GAB) |
| 15 januari Afrika Cup Groep D «onderlinge duels» 20:00 uur (UTC) | Baghdad Bounedjah 18' |       | 68' (pen.) Mabululu | Stade Bouaké, Bouaké Toeschouwers: 19.740 Scheidsrechter: Issa Sy (SEN) Video-assistent: Pierre Atcho (GAB) |

|                                                                  |                                               |       |                                                 | |
| 20 januari Afrika Cup Groep D «onderlinge duels» 14:00 uur (UTC) | Algerije                                      | 2 – 2 | Burkina Faso                                    | Stade Bouaké, Bouaké Toeschouwers: 33.501 Scheidsrechter: Abongile Tom (ZAF) Video-assistent: Pierre Atcho (GAB) |
| 20 januari Afrika Cup Groep D «onderlinge duels» 14:00 uur (UTC) | Baghdad Bounedjah 51' Baghdad Bounedjah 90+5' |       | 45+3' Mohamed Konaté 71' (pen.) Bertrand Traoré | Stade Bouaké, Bouaké Toeschouwers: 33.501 Scheidsrechter: Abongile Tom (ZAF) Video-assistent: Pierre Atcho (GAB) |

|                                                                  |                          |       |          | |
| 23 januari Afrika Cup Groep D «onderlinge duels» 20:00 uur (UTC) | Mauritanië               | 1 – 0 | Algerije | Stade Bouaké, Bouaké Toeschouwers: 28.010 Scheidsrechter: Omar Abdulkadir Artan (SOM) Video-assistent: Daniel Nii Laryea (GHA) |
| 23 januari Afrika Cup Groep D «onderlinge duels» 20:00 uur (UTC) | Mohamed Dellahi Yali 37' |       |          | Stade Bouaké, Bouaké Toeschouwers: 28.010 Scheidsrechter: Omar Abdulkadir Artan (SOM) Video-assistent: Daniel Nii Laryea (GHA) |

|  |  |  |  |  |  |  |  |  |

|                                                                 |                                                       |       |                                        |                                                                                            |
| 22 maart Vriendschappelijk «onderlinge duels» 22:00 uur (UTC+1) | Algerije                                              | 3 – 2 | Bolivia                                | Stadion van 5 juli 1962, Algiers Toeschouwers: 17.000 Scheidsrechter: Abdelaziz Bouh (MTN) |
| 22 maart Vriendschappelijk «onderlinge duels» 22:00 uur (UTC+1) | Amine Gouiri 43' Yassine Benzia 79' Aïssa Mandi 90+3' |       | 47' Carmelo Algarañaz 70' José Sagredo | Stadion van 5 juli 1962, Algiers Toeschouwers: 17.000 Scheidsrechter: Abdelaziz Bouh (MTN) |

|                                                                 |                                                          |       |                                                        |                                                                                         |
| 26 maart Vriendschappelijk «onderlinge duels» 22:00 uur (UTC+1) | Algerije                                                 | 3 – 3 | Zuid-Afrika                                            | Nelson Mandelastadion, Algiers Toeschouwers: 35.000 Scheidsrechter: Amir Loussaif (TUN) |
| 26 maart Vriendschappelijk «onderlinge duels» 22:00 uur (UTC+1) | Yassine Benzia 22' Yacine Brahimi 53' Yassine Benzia 70' |       | 34' Themba Zwane 45+5' Themba Zwane 66' Iqraam Rayners | Nelson Mandelastadion, Algiers Toeschouwers: 35.000 Scheidsrechter: Amir Loussaif (TUN) |

|                                                                          |                         |       |                                      |                                                                                                 |
| 6 juni WK 2026 kwalificatie Groep G «onderlinge duels» 20:00 uur (UTC+1) | Algerije                | 1 – 2 | Guinee                               | Nelson Mandelastadion, Algiers Toeschouwers: 32.000 Scheidsrechter: Bamlak Tessema Weyesa (ETH) |
| 6 juni WK 2026 kwalificatie Groep G «onderlinge duels» 20:00 uur (UTC+1) | Yasser Baldé 52' (e.d.) |       | 50' Morlaye Sylla 63' Aguibou Camara | Nelson Mandelastadion, Algiers Toeschouwers: 32.000 Scheidsrechter: Bamlak Tessema Weyesa (ETH) |

|                                                                           |                    |       |                                     | |
| 10 juni WK 2026 kwalificatie Groep G «onderlinge duels» 19:00 uur (UTC+3) | Oeganda            | 1 – 2 | Algerije                            | Mandela Nationaal Stadion, Kampala Toeschouwers: 45.000 Scheidsrechter: Adissa Abdul Raphiou Ligali (BEN) |
| 10 juni WK 2026 kwalificatie Groep G «onderlinge duels» 19:00 uur (UTC+3) | Travis Mutyaba 10' |       | 46' Houssem Aouar 58' Saïd Benrahma | Mandela Nationaal Stadion, Kampala Toeschouwers: 45.000 Scheidsrechter: Adissa Abdul Raphiou Ligali (BEN) |

|                                                                               |                                      |       |                    |                                                                                                  |
| 5 september AK 2025 kwalificatie Groep E «onderlinge duels» 20:00 uur (UTC+1) | Algerije                             | 2 – 0 | Equatoriaal-Guinea | Miloud Hadefistadion, Oran Toeschouwers: 34.850 Scheidsrechter: Djindo Louis Houngnandande (BEN) |
| 5 september AK 2025 kwalificatie Groep E «onderlinge duels» 20:00 uur (UTC+1) | Houssem Aouar 69' Amine Gouiri 90+5' |       |                    | Miloud Hadefistadion, Oran Toeschouwers: 34.850 Scheidsrechter: Djindo Louis Houngnandande (BEN) |

|                                                                              |         |                                                         |          |                                                                                                  |
| 10 september AK 2025 kwalificatie Groep E «onderlinge duels» 16:00 uur (UTC) | Liberia | 0 – 3                                                   | Algerije | Samuel Kanyon Doe Sportcomplex, Monrovia Toeschouwers: 21.754 Scheidsrechter: Peter Waweru (KEN) |
| 10 september AK 2025 kwalificatie Groep E «onderlinge duels» 16:00 uur (UTC) |         | 17' Amine Gouiri 25' Adem Zorgane 80' Baghdad Bounedjah |          | Samuel Kanyon Doe Sportcomplex, Monrovia Toeschouwers: 21.754 Scheidsrechter: Peter Waweru (KEN) |

|                                                                              | |       |                     |                                                                                      |
| 10 oktober AK 2025 kwalificatie Groep E «onderlinge duels» 20:00 uur (UTC+1) | Algerije                                                                                           | 5 – 1 | Togo                | 19 mei 1956-stadion, Annaba Toeschouwers: 60.000 Scheidsrechter: Boubou Traoré (MLI) |
| 10 oktober AK 2025 kwalificatie Groep E «onderlinge duels» 20:00 uur (UTC+1) | Saïd Benrahma 29' Saïd Benrahma 55' (pen.) Houssem Aouar 68' Amine Gouiri 86' Mohamed Amoura 90+5' |       | 11' Thibault Klidjé | 19 mei 1956-stadion, Annaba Toeschouwers: 60.000 Scheidsrechter: Boubou Traoré (MLI) |

|                                                                            |      |                            |          |                                                        |
| 14 oktober AK 2025 kwalificatie Groep E «onderlinge duels» 16:00 uur (UTC) | Togo | 0 – 1                      | Algerije | Stade de Kégué, Lomé Scheidsrechter: Jean Ngambo (COD) |
| 14 oktober AK 2025 kwalificatie Groep E «onderlinge duels» 16:00 uur (UTC) |      | 18' (pen.) Ramy Bensebaini |          | Stade de Kégué, Lomé Scheidsrechter: Jean Ngambo (COD) |

|                                                                               |                    |       |          |                                                                        |
| 14 november AK 2025 kwalificatie Groep E «onderlinge duels» 13:00 uur (UTC+1) | Equatoriaal-Guinea | 0 – 0 | Algerije | Estadio de Malabo, Malabo Scheidsrechter: Ibrahim Kalilou Traore (CIV) |
| 14 november AK 2025 kwalificatie Groep E «onderlinge duels» 13:00 uur (UTC+1) |                    |       |          | Estadio de Malabo, Malabo Scheidsrechter: Ibrahim Kalilou Traore (CIV) |

|                                                                               |                                                                                              |       |                 |                                                                          |
| 17 november AK 2025 kwalificatie Groep E «onderlinge duels» 16:00 uur (UTC+1) | Algerije                                                                                     | 5 – 1 | Liberia         | Hocine Aït Ahmedstadion, Tizi Ouzou Scheidsrechter: Tanguy Mebiame (GAB) |
| 17 november AK 2025 kwalificatie Groep E «onderlinge duels» 16:00 uur (UTC+1) | Aïssa Mandi 20' Riyad Mahrez 29' Baghdad Bounedjah 64' Amine Gouiri 74' Mohamed Amoura 90+5' |       | 6' Sampson Dweh | Hocine Aït Ahmedstadion, Tizi Ouzou Scheidsrechter: Tanguy Mebiame (GAB) |

### 2025
|                                                                            |                     |       |                                                        |                                                                                                |
| 21 maart WK 2026 kwalificatie Groep G «onderlinge duels» 15:00 uur (UTC+2) | Botswana            | 1 – 3 | Algerije                                               | Obed Itani Chilumestadion, Francistown Toeschouwers: 3.278 Scheidsrechter: Ahmed Arajiga (TAN) |
| 21 maart WK 2026 kwalificatie Groep G «onderlinge duels» 15:00 uur (UTC+2) | Tebogo Kopelang 70' |       | 44' Amine Gouiri 52' Mohamed Amoura 74' Mohamed Amoura | Obed Itani Chilumestadion, Francistown Toeschouwers: 3.278 Scheidsrechter: Ahmed Arajiga (TAN) |

|                                                                            |                                                                                           |       |                 | |
| 25 maart WK 2026 kwalificatie Groep G «onderlinge duels» 22:00 uur (UTC+1) | Algerije                                                                                  | 5 – 1 | Mozambique      | Hocine Aït Ahmedstadion, Tizi Ouzou Toeschouwers: 54.500 Scheidsrechter: Pacifique Ndabihawenimana (BDI) |
| 25 maart WK 2026 kwalificatie Groep G «onderlinge duels» 22:00 uur (UTC+1) | Mohamed Amoura 8' Aïssa Mandi 24' Mohamed Amoura 30' Jaouen Hadjam 65' Mohamed Amoura 80' |       | 40' Geny Catamo | Hocine Aït Ahmedstadion, Tizi Ouzou Toeschouwers: 54.500 Scheidsrechter: Pacifique Ndabihawenimana (BDI) |

|                                                            |          |   |        |                                                                                 |
| 5 juni Vriendschappelijk «onderlinge duels» n.n.b. (UTC+1) | Algerije | – | Rwanda | Stade Mohamed Hamlaoui, Constantine Toeschouwers: n.n.b. Scheidsrechter: n.n.b. |
| 5 juni Vriendschappelijk «onderlinge duels» n.n.b. (UTC+1) |          |   |        | Stade Mohamed Hamlaoui, Constantine Toeschouwers: n.n.b. Scheidsrechter: n.n.b. |

|                                                                |        |   |          |                                                                     |
| 10 juni Vriendschappelijk «onderlinge duels» 19:00 uur (UTC+2) | Zweden | – | Algerije | Strawberry Arena, Solna Toeschouwers: n.n.b. Scheidsrechter: n.n.b. |
| 10 juni Vriendschappelijk «onderlinge duels» 19:00 uur (UTC+2) |        |   |          | Strawberry Arena, Solna Toeschouwers: n.n.b. Scheidsrechter: n.n.b. |

|                                                                          |          |   |          |                                                    |
| september WK 2026 kwalificatie Groep G «onderlinge duels» n.n.b. (UTC+1) | Algerije | – | Botswana | n.n.b. Toeschouwers: n.n.b. Scheidsrechter: n.n.b. |
| september WK 2026 kwalificatie Groep G «onderlinge duels» n.n.b. (UTC+1) |          |   |          | n.n.b. Toeschouwers: n.n.b. Scheidsrechter: n.n.b. |

|                                                                        |        |   |          |                                                    |
| september WK 2026 kwalificatie Groep G «onderlinge duels» n.n.b. (UTC) | Guinee | – | Algerije | n.n.b. Toeschouwers: n.n.b. Scheidsrechter: n.n.b. |
| september WK 2026 kwalificatie Groep G «onderlinge duels» n.n.b. (UTC) |        |   |          | n.n.b. Toeschouwers: n.n.b. Scheidsrechter: n.n.b. |

|                                                                        |         |   |          |                                                    |
| oktober WK 2026 kwalificatie Groep G «onderlinge duels» n.n.b. (UTC+3) | Somalië | – | Algerije | n.n.b. Toeschouwers: n.n.b. Scheidsrechter: n.n.b. |
| oktober WK 2026 kwalificatie Groep G «onderlinge duels» n.n.b. (UTC+3) |         |   |          | n.n.b. Toeschouwers: n.n.b. Scheidsrechter: n.n.b. |

|                                                                        |          |   |         |                                                    |
| oktober WK 2026 kwalificatie Groep G «onderlinge duels» n.n.b. (UTC+1) | Algerije | – | Oeganda | n.n.b. Toeschouwers: n.n.b. Scheidsrechter: n.n.b. |
| oktober WK 2026 kwalificatie Groep G «onderlinge duels» n.n.b. (UTC+1) |          |   |         | n.n.b. Toeschouwers: n.n.b. Scheidsrechter: n.n.b. |

| Afrikaans kampioenschap voetbal 2025 |
| ------------------------------------ |

|                                                                     |          |   |        |                                                                         |
| 24 december Afrika Cup Groep E «onderlinge duels» 13:00 uur (UTC+1) | Algerije | – | Soedan | Moulay Hassanstadion, Rabat Toeschouwers: n.n.b. Scheidsrechter: n.n.b. |
| 24 december Afrika Cup Groep E «onderlinge duels» 13:00 uur (UTC+1) |          |   |        | Moulay Hassanstadion, Rabat Toeschouwers: n.n.b. Scheidsrechter: n.n.b. |

|                                                                     |          |   |              |                                                                         |
| 28 december Afrika Cup Groep E «onderlinge duels» 13:00 uur (UTC+1) | Algerije | – | Burkina Faso | Moulay Hassanstadion, Rabat Toeschouwers: n.n.b. Scheidsrechter: n.n.b. |
| 28 december Afrika Cup Groep E «onderlinge duels» 13:00 uur (UTC+1) |          |   |              | Moulay Hassanstadion, Rabat Toeschouwers: n.n.b. Scheidsrechter: n.n.b. |

|                                                                     |                    |   |          |                                                                         |
| 31 december Afrika Cup Groep E «onderlinge duels» 18:00 uur (UTC+1) | Equatoriaal-Guinea | – | Algerije | Moulay Hassanstadion, Rabat Toeschouwers: n.n.b. Scheidsrechter: n.n.b. |
| 31 december Afrika Cup Groep E «onderlinge duels» 18:00 uur (UTC+1) |                    |   |          | Moulay Hassanstadion, Rabat Toeschouwers: n.n.b. Scheidsrechter: n.n.b. |

|  |  |  |  |  |  |  |  |  |

FAF · A-internationals · Bondscoaches · Statistieken · Selecties · Algerijns vrouwenelftal · Olympisch elftal · Algerije U21 · Algerije U20 · Algerije U19 · Algerije U18 · Algerije U17
1957 – 1969 · 
1970 – 1979 · 
1980 – 1989 · 
1990 – 1999 · 
2000 – 2009 · 
2010 – 2019 ·
2020 − 2029
WK 1982 · 
WK 1986 · 
WK 2010 · 
WK 2014
OS 1980 · 
OS 2016
1957 · 
1958 · 
1959 ·
1960 · 
1961 · 
1962 · 
1963 · 
1964 · 
1965 · 
1966 · 
1967 · 
1968 · 
1969 ·
1970 · 
1971 · 
1972 · 
1973 · 
1974 · 
1975 · 
1976 · 
1977 · 
1978 · 
1979 ·
1980 · 
1981 · 
1982 · 
1983 · 
1984 · 
1985 · 
1986 · 
1987 · 
1988 · 
1989 · 
1990 · 
1991 · 
1992 · 
1993 · 
1994 · 
1995 · 
1996 · 
1997 · 
1998 · 
1999 · 
2000 · 
2001 · 
2002 · 
2003 · 
2004 · 
2005 · 
2006 · 
2007 · 
2008 · 
2009 · 
2010 · 
2011 ·
2012 ·
2013 ·
2014 ·
2015 ·
2016 ·
2017 ·
2018 ·
2019 ·
2020 ·
2021 ·
2022 ·
2023 ·
2024
Albanië ·
Angola ·
Argentinië ·
Armenië ·
Bahrein ·
Bangladesh ·
België ·
Benin ·
Bolivia ·
Bosnië en Herzegovina ·
Botswana ·
Brazilië ·
Bulgarije ·
Burkina Faso ·
Burundi ·
Centraal-Afrikaanse Republiek ·
Chili ·
China ·
Colombia ·
Congo-Brazzaville ·
Congo-Kinshasa ·
Cuba ·
Denemarken ·
Djibouti ·
DDR ·
Duitsland ·
Egypte ·
Engeland ·
Equatoriaal-Guinea ·
Ethiopië ·
Finland ·
Frankrijk ·
Gabon ·
Gambia ·
Ghana ·
Guinee ·
Guinee-Bissau ·
Hongarije ·
Ierland ·
Irak ·
Iran ·
Italië ·
Ivoorkust ·
Joegoslavië ·
Jordanië ·
Kaapverdië ·
Kameroen ·
Kenia ·
Koeweit ·
Lesotho ·
Libanon ·
Liberia ·
Libië ·
Luxemburg ·
Madagaskar ·
Malawi ·
Maleisië ·
Mali ·
Malta ·
Marokko ·
Mauritanië ·
Mexico ·
Mozambique ·
Namibië ·
Nepal ·
Niger ·
Nigeria ·
Noord-Ierland ·
Oeganda ·
Oman ·
Oostenrijk ·
Peru ·
Polen ·
Portugal ·
Qatar ·
Roemenië ·
Rusland ·
Rwanda ·
Saoedi-Arabië ·
Senegal ·
Servië ·
Seychellen ·
Sierra Leone ·
Slovenië ·
Slowakije ·
Soedan ·
Somalië ·
Sovjet-Unie ·
Spanje ·
Syrië ·
Tanzania ·
Togo ·
Tsjaad ·
Tunesië ·
Turkije ·
Uruguay ·
Verenigde Arabische Emiraten ·
Verenigde Staten ·
Zambia ·
Zimbabwe ·
Zuid-Afrika ·
Zuid-Jemen ·
Zuid-Korea ·
Zweden ·
Zwitserland
België (2014) · 
Chili (1982) · 
Duitsland (2014) · 
Engeland (2010) · 
Oostenrijk (1982) ·
Rusland (2014) ·
Senegal (2019, 2) ·
Slovenië (2010) · 
Verenigde Staten (2010) ·
West-Duitsland (1982) · 
Zuid-Korea (2014)
CONMEBOL: Argentinië · Bolivia · Brazilië · Chili · Colombia · Ecuador · Paraguay · Peru · Uruguay · Venezuela

UEFA: Albanië · Andorra · Armenië · Azerbeidzjan · België · Bosnië en Herzegovina · Bulgarije · Cyprus · Denemarken · Duitsland · Engeland · Estland · Faeröer · Finland · Frankrijk · Georgië · Gibraltar · Griekenland · Hongarije · IJsland · Ierland · Israël · Italië · Kazachstan · Kosovo · Kroatië · Letland · Liechtenstein · Litouwen · Luxemburg · Malta · Moldavië · Montenegro · Nederland · Noord-Ierland · Noord-Macedonië · Noorwegen · Oekraïne · Oostenrijk · Polen · Portugal · Roemenië · Rusland · San Marino · Schotland · Servië · Slovenië · Slowakije · Spanje · Tsjechië · Turkije · Wales · Wit-Rusland · Zweden · Zwitserland

AFC: Australië · China · Irak · Iran · Japan · Libanon · Oezbekistan · Oman · Qatar · Saoedi-Arabië · Syrië · Verenigde Arabische Emiraten · Vietnam · Zuid-Korea

CAF: Algerije · Burkina Faso · Congo-Kinshasa · Egypte · Ghana · Ivoorkust · Kaapverdië · Kameroen · Mali · Marokko · Nigeria · Senegal · Tunesië · Zuid-Afrika

CONCACAF: Canada · Costa Rica · Curaçao · El Salvador · Honduras · Jamaica · Mexico · Panama · Suriname · Verenigde Staten

OFC: Nieuw-Zeeland